# اچ‌ام‌اس هاجستون (ام۱۱۴۶)
اچ‌ام‌اس هاجستون (ام۱۱۴۶) (به انگلیسی: HMS Hodgeston (M1146)) یک کشتی بود که طول آن ۱۵۲ فوت (۴۶٫۳ متر) بود. این کشتی در سال ۱۹۵۴ ساخته شد.